# 菊陽町立菊陽中学校
菊陽町立菊陽中学校（きくようちょうりつ きくようちゅうがっこう）は、熊本県菊池郡菊陽町にある公立中学校。

## 沿革
- 1947年4月1日 - 津田村外二ヶ村学校組合立菊陽中学校開校。
- 1952年10月14日 - 校旗、校歌制定。
- 1955年4月1日 - 菊陽村の発足に伴い菊陽村立菊陽中学校に改称。
- 1969年1月1日 - 町制施行伴い、菊陽町立菊陽中学校に改称。
- 1969年5月12日 - 完全給食開始。
- 1981年4月1日 - 武蔵ヶ丘中学校を分離。

## 概要
熊本県菊池郡津田村、原水村、および上益城郡白水村の中等教育機関として、組合立で開設。三村の合併に伴い村立に、町制施行に伴い現校名となる。
昭和50年代から武蔵ヶ丘団地の建設・入居に伴う生徒数増加により武蔵ヶ丘中学校を分離した。

## 通学区域
- 大字津久礼の一部
- 大字原水
- 大字久保田
- 大字戸次
- 大字馬場楠
- 大字曲手
- 大字辛川

## 進学前小学校
- 菊陽中部小学校
- 菊陽北小学校
- 菊陽南小学校

## 交通
- JR豊肥本線 原水駅下車後徒歩16分。

## 生徒会活動・部活動など
野球・陸上・女子バレー・男子サッカー・男子バスケットボール・女子バスケットボール・卓球・男子ソフトテニス・女子ソフトテニス・女子ソフトボール・柔道・剣道・吹奏楽・合唱部・・・生徒会は執行部が主に約１０の委員会がある

## 著名な関係者
- 野口善男（元プロ野球選手・元横浜大洋ホエールズ）
- 荒木雅博（中日ドラゴンズ）
- 映美くらら（女優）
- ＭＥＧ（ラジオＤＪ）
- 山田梨奈（女優）
- 矢野大輔（サッカー選手・ロアッソ熊本）
- 松岡優人(卓球選手・協和発酵バイオ)